# Chaerephon atsinanana
Chaerephon atsinanana (Goodman, Buccas, Naidoo, Ratrimomanarivo, Taylor & Lamb, 2010) è un pipistrello della famiglia dei Molossidi endemico del Madagascar.

## Descrizione

### Dimensioni
Pipistrello di piccole dimensioni, con la lunghezza totale tra 90 e 101 mm, la lunghezza dell'avambraccio tra 37 e 42 mm, la lunghezza della coda tra 27 e 39 mm, la lunghezza del piede tra 5 e 7 mm, la lunghezza delle orecchie tra 15 e 18 mm e un peso fino a 16,5 g.

### Aspetto
La pelliccia è corta e lanosa. Le parti dorsali sono bruno-nerastre, mentre le parti ventrali sono leggermente più chiare. Il labbro superiore ha diverse pieghe ben distinte e ricoperto di corte setole. Le orecchie sono piccole, bruno-nerastre e con i margini anteriori unite frontalmente da una membrana a forma di V e con una tasca con l'apertura posteriore al centro, dalla quale nei maschi fuoriesce una cresta di corti peli brunastri. Il trago è molto piccolo, squadrato e nascosto dall'antitrago il quale è grande e semi-circolare. I piedi sono carnosi, con delle file di setole lungo i bordi esterni delle dita. La coda è lunga, tozza e si estende per più della metà oltre l'uropatagio. Il calcar è corto. 

### Ecolocazione
Emette ultrasuoni a basso ciclo di lavoro sotto forma di impulsi di lunga durata a frequenza quasi costante con massima energia a 28 kHz. 

## Biologia

### Alimentazione
Si nutre di insetti.

## Distribuzione e habitat
Questa specie è diffusa nella parte orientale del Madagascar.
Vive fino a 1.100 metri di altitudine.

## Conservazione
Questa specie, essendo stata scoperta solo recentemente, non è stata sottoposta ancora a nessun criterio di conservazione.